# Óscar Washington Tabárez
Óscar Washington Tabárez (Montevideo, 3 de marzo de 1947) es un exfutbolista, maestro de escuela primaria de profesión y exentrenador de fútbol uruguayo. Ostenta los récords mundiales de mayor cantidad de partidos dirigidos a una misma selección nacional (Uruguay) y del seleccionador con más presencias en la Copa Mundial de la FIFA, con cuatro ediciones dirigidas a la misma selección (junto a Helmut Schön y Walter Winterbottom). Es el entrenador que más tiempo y partidos ha dirigido a la selección uruguaya. Como jugador, tuvo una carrera en equipos de la Primera y Segunda División de Uruguay, así como en un club mexicano. En su etapa como entrenador, dirigió a diez equipos de cinco países, conquistando la Copa Libertadores 1987 con el Club Atlético Peñarol. Dirigió en dos ocasiones a la selección de fútbol sub-20 de Uruguay y a la selección mayor, logrando el cuarto lugar en la Copa Mundial de la FIFA 2010 y la Copa América 2011.

## Biografía
Es hijo del carnicero Óscar Gabriel Tabárez y de Zulma Élida Sclavo. y padre de Tania, Valeria, Laura y Melissa.
Concurrió a la escuela pública N°53 "Gran Bretaña" situada en el Cerrito de la Victoria, estudió un año de Derecho y luego Magisterio, ejerciendo como maestro (profesor de enseñanza primaria) en las escuelas del Cerro, Paso de la Arena y La Teja,.
Combinó durante varios años su pasión por el fútbol con la docencia, como futbolista, se desempeñó en las posiciones de defensa central y lateral derecho entre 1967 y 1978.

## Trayectoria como DT
Inició su carrera como técnico en 1980, en las divisiones menores de Bella Vista. En 1987, se consagró campeón de la Copa Libertadores dirigiendo a Peñarol. Se destaca, además, por haber dirigido a tres de los clubes que más veces han sido campeones de competencias continentales: Peñarol, Boca Juniors y Milan.
Tabárez dirigió a la selección uruguaya sub-20 en el Campeonato Sudamericano Sub-20 de 1987, consiguiendo el cuarto lugar.
Dirigió a la selección uruguaya en la Copa América 1989 celebrada en Brasil, alcanzando el segundo puesto; y el Mundial de 1990 celebrado en Italia, llegando hasta los octavos de final y cayendo ante el seleccionado anfitrión por 2-0. También fue el entrenador de la Selección de fútbol de Uruguay durante el Mundial de Sudáfrica 2010, donde alcanzaron el cuarto lugar con una destacada participación. En 2010, debido a la importante participación de la selección uruguaya en el Mundial en Sudáfrica, Tabárez fue nominado (junto a otros diez entrenadores) a Entrenador del Año de la FIFA y recibió el premio al mejor director técnico de esa temporada, entregado por Fox Sports.
En el año 2011, consiguió con Uruguay la decimoquinta Copa América para su país derrotando en la final 3-0 al seleccionado de Paraguay, durante la edición realizada en Argentina. Durante el Mundial de Brasil 2014, luego del incidente entre el jugador uruguayo Luis Suárez y el italiano Giorgio Chiellini en el partido ante Italia, Tabárez se vio impulsado a renunciar a su cargo en la FIFA en clara muestra de protesta y desaprobación ante el severo castigo que recibió Suárez. Finalmente, en los octavos de final de dicho mundial cayó ante Colombia por 2-0.
Fue a su vez el director técnico de Uruguay en el Mundial de Rusia 2018. Uruguay logró clasificar en segundo lugar de su grupo. Alcanzó la instancia de cuartos de final, donde fue derrotado por Francia, que a la postre se consagraría campeona del mundo.
Terminó su contrato con la AUF luego del Mundial de Rusia 2018. Si bien la intención del entonces presidente de la asociación, Wilmar Valdez, era de renovarle el contrato por cuatro años más, el escándalo acaecido en la misma por acusaciones de corrupción, que terminó con la renuncia del presidente y la intervención de la FIFA en la AUF, no permitió la renovación. En ese momento y de forma interina, la selección uruguaya fue dirigida por Fabián Coito. Finalmente, el 21 de septiembre de 2018, llegó a un acuerdo con la administración temporal de la AUF y renovó su contrato hasta el Mundial de Catar 2022.
En 2019, ganó la China Cup, una competición amistosa que Uruguay también había conseguido un año antes.
Tras los malos resultados conseguidos en los últimos partidos en las eliminatorias rumbo a la Copa del Mundo Catar 2022, fue despedido el 19 de noviembre del 2021, poniendo fin a un ciclo de 15 años como entrenador de la selección de Uruguay retirándose.

## Vida privada
En 2023 fue nombrado doctor honoris causa por el Instituto Universitario de la Asociación Cristiana de Jóvenes.

## Selección nacional

### Participaciones en Copas del Mundo
| Mundial              | Sede      | Resultado        | PJ | G  | E | P | Efe.   |
| -------------------- | --------- | ---------------- | -- | -- | - | - | ------ |
| Copa Mundial de 1990 | Italia    | Octavos de final | 4  | 1  | 1 | 2 | 33.33% |
| Copa Mundial de 2010 | Sudáfrica | Cuarto puesto    | 7  | 3  | 2 | 2 | 52.38% |
| Copa Mundial de 2014 | Brasil    | Octavos de final | 4  | 2  | 0 | 2 | 50%    |
| Copa Mundial de 2018 | Rusia     | Cuartos de final | 5  | 4  | 0 | 1 | 80%    |
| Total                | Total     | Total            | 20 | 10 | 3 | 7 | 55%    |

### Participaciones en Copa América
| Copa                    | Sede      | Resultado        | PJ | G  | E  | P  | EF     |
| ----------------------- | --------- | ---------------- | -- | -- | -- | -- | ------ |
| Copa América 1989       | Brasil    | Subcampeón       | 7  | 4  | 0  | 3  | 57.14% |
| Copa América 2007       | Venezuela | Cuarto puesto    | 6  | 2  | 2  | 2  | 44.44% |
| Copa América 2011       | Argentina | Campeón          | 6  | 3  | 3  | 0  | 66.67% |
| Copa América 2015       | Chile     | Cuartos de final | 4  | 1  | 1  | 2  | 33.33% |
| Copa América Centenario | EEUU      | Primera fase     | 3  | 1  | 0  | 2  | 33.33% |
| Copa América 2019       | Brasil    | Cuartos de final | 4  | 2  | 2  | 0  | 66.67% |
| Copa América 2021       | Brasil    | Cuartos de final | 5  | 2  | 2  | 1  | 53.33% |
| Total                   | Total     | Total            | 35 | 15 | 10 | 10 | 53.97% |

### Participaciones en Copa Confederaciones
| Copa                      | Sede   | Resultado     | PJ | G | E | P | EF     |
| ------------------------- | ------ | ------------- | -- | - | - | - | ------ |
| Copa Confederaciones 2013 | Brasil | Cuarto puesto | 5  | 2 | 1 | 2 | 46.67% |
| Total                     | Total  | Total         | 5  | 2 | 1 | 2 | 46.67% |

### Participaciones en Eliminatorias sudamericanas
| Proceso                          | Resultado   | Posición | PJ | G  | E  | P  | EF     |
| -------------------------------- | ----------- | -------- | -- | -- | -- | -- | ------ |
| Eliminatorias Sudamericanas 1990 | Clasificado | 1°       | 4  | 3  | 0  | 1  | 75%    |
| Eliminatorias Sudamericanas 2010 | Clasificado | 5°       | 20 | 7  | 7  | 6  | 46.67% |
| Eliminatorias Sudamericanas 2014 | Clasificado | 5°       | 18 | 8  | 5  | 5  | 53.7%  |
| Eliminatorias Sudamericanas 2018 | Clasificado | 2°       | 18 | 9  | 4  | 5  | 51.67% |
| Eliminatorias Sudamericanas 2022 | Clasificado | 3°       | 14 | 4  | 4  | 6  | 38.1%  |
| Total                            | Total       | Total    | 74 | 31 | 20 | 23 | 50.9%  |

## Trayectoria[21]

### Como futbolista
| Club                 | País    | Año       |
| -------------------- | ------- | --------- |
| Sud América          | Uruguay | 1967-1971 |
| Sportivo Italiano    | Uruguay | 1972-1973 |
| Montevideo Wanderers | Uruguay | 1974-1975 |
| Fénix                | Uruguay | 1975      |
| Puebla               | México  | 1976-1977 |
| Bella Vista          | Uruguay | 1977-1978 |

### Como entrenador
| Club/Selección                     | País      | Año       |
| ---------------------------------- | --------- | --------- |
| Bella Vista (divisiones juveniles) | Uruguay   | 1980-1983 |
| Selección uruguaya sub-20          | Uruguay   | 1983      |
| Danubio                            | Uruguay   | 1984      |
| Montevideo Wanderers               | Uruguay   | 1985-1986 |
| Peñarol                            | Uruguay   | 1987      |
| Selección uruguaya sub-20          | Uruguay   | 1987      |
| Deportivo Cali                     | Colombia  | 1988      |
| Selección uruguaya                 | Uruguay   | 1988-1990 |
| Boca Juniors                       | Argentina | 1991-1993 |
| Cagliari                           | Italia    | 1994-1995 |
| A. C. Milan                        | Italia    | 1996      |
| Real Oviedo                        | España    | 1997-1998 |
| Cagliari                           | Italia    | 1999-2000 |
| Vélez Sarsfield                    | Argentina | 2000-2001 |
| Boca Juniors                       | Argentina | 2002      |
| Selección uruguaya                 | Uruguay   | 2006-2021 |

#### Estadísticas
| Estadísticas de partidos con la selección uruguaya | Estadísticas de partidos con la selección uruguaya | Estadísticas de partidos con la selección uruguaya | Estadísticas de partidos con la selección uruguaya | Estadísticas de partidos con la selección uruguaya | Estadísticas de partidos con la selección uruguaya | Estadísticas de partidos con la selección uruguaya | Estadísticas de partidos con la selección uruguaya | Estadísticas de partidos con la selección uruguaya |
| -------------------------------------------------- | -------------------------------------------------- | -------------------------------------------------- | -------------------------------------------------- | -------------------------------------------------- | -------------------------------------------------- | -------------------------------------------------- | -------------------------------------------------- | -------------------------------------------------- |
| Año                                                | PJ                                                 | PG                                                 | PE                                                 | PP                                                 | GF                                                 | GC                                                 | DIF                                                | Rend.                                              |
| 1988                                               | 6                                                  | 4                                                  | 1                                                  | 1                                                  | 12                                                 | 6                                                  | +6                                                 | 72.22%                                             |
| 1989                                               | 18                                                 | 9                                                  | 5                                                  | 4                                                  | 26                                                 | 10                                                 | +16                                                | 59.26%                                             |
| 1990                                               | 10                                                 | 4                                                  | 2                                                  | 4                                                  | 12                                                 | 12                                                 | 0                                                  | 46.67%                                             |
| Total                                              | 34                                                 | 17                                                 | 8                                                  | 9                                                  | 50                                                 | 28                                                 | +22                                                | 57.84%                                             |

| Estadísticas de partidos con la selección uruguaya | Estadísticas de partidos con la selección uruguaya | Estadísticas de partidos con la selección uruguaya | Estadísticas de partidos con la selección uruguaya | Estadísticas de partidos con la selección uruguaya | Estadísticas de partidos con la selección uruguaya | Estadísticas de partidos con la selección uruguaya | Estadísticas de partidos con la selección uruguaya | Estadísticas de partidos con la selección uruguaya |
| -------------------------------------------------- | -------------------------------------------------- | -------------------------------------------------- | -------------------------------------------------- | -------------------------------------------------- | -------------------------------------------------- | -------------------------------------------------- | -------------------------------------------------- | -------------------------------------------------- |
| Año                                                | PJ                                                 | PG                                                 | PE                                                 | PP                                                 | GF                                                 | GC                                                 | DIF                                                | Rend.                                              |
| 2006                                               | 10                                                 | 5                                                  | 2                                                  | 3                                                  | 13                                                 | 7                                                  | +6                                                 | 56.67%                                             |
| 2007                                               | 14                                                 | 6                                                  | 4                                                  | 4                                                  | 23                                                 | 16                                                 | +7                                                 | 52.38%                                             |
| 2008                                               | 11                                                 | 4                                                  | 6                                                  | 1                                                  | 21                                                 | 12                                                 | +9                                                 | 54.55%                                             |
| 2009                                               | 12                                                 | 5                                                  | 3                                                  | 4                                                  | 14                                                 | 14                                                 | 0                                                  | 50%                                                |
| 2010                                               | 13                                                 | 8                                                  | 2                                                  | 3                                                  | 31                                                 | 12                                                 | +19                                                | 66.67%                                             |
| 2011                                               | 16                                                 | 9                                                  | 5                                                  | 2                                                  | 30                                                 | 15                                                 | +15                                                | 66.67%                                             |
| 2012                                               | 10                                                 | 2                                                  | 5                                                  | 3                                                  | 12                                                 | 18                                                 | -6                                                 | 36.67%                                             |
| 2013                                               | 17                                                 | 9                                                  | 3                                                  | 5                                                  | 34                                                 | 19                                                 | +15                                                | 58.82%                                             |
| 2014                                               | 13                                                 | 8                                                  | 3                                                  | 2                                                  | 20                                                 | 12                                                 | +8                                                 | 69.23%                                             |
| 2015                                               | 12                                                 | 7                                                  | 1                                                  | 4                                                  | 18                                                 | 7                                                  | +11                                                | 61.11%                                             |
| 2016                                               | 12                                                 | 6                                                  | 2                                                  | 4                                                  | 22                                                 | 14                                                 | +8                                                 | 55.56%                                             |
| 2017                                               | 11                                                 | 2                                                  | 3                                                  | 6                                                  | 10                                                 | 15                                                 | -5                                                 | 27.27%                                             |
| 2018                                               | 12                                                 | 7                                                  | 0                                                  | 5                                                  | 18                                                 | 11                                                 | +7                                                 | 58.33%                                             |
| 2019                                               | 9                                                  | 6                                                  | 3                                                  | 0                                                  | 20                                                 | 4                                                  | +16                                                | 77.78%                                             |
| 2020                                               | 4                                                  | 2                                                  | 0                                                  | 2                                                  | 7                                                  | 7                                                  | 0                                                  | 50%                                                |
| 2021                                               | 15                                                 | 4                                                  | 6                                                  | 5                                                  | 11                                                 | 16                                                 | -5                                                 | 40%                                                |
| Subtotal                                           | 191                                                | 90                                                 | 48                                                 | 53                                                 | 304                                                | 199                                                | +105                                               | 55.5%                                              |
| Total                                              | 225                                                | 107                                                | 56                                                 | 62                                                 | 354                                                | 227                                                | +127                                               | 55.85%                                             |
| Actualizado el 16 de noviembre de 2021             |                                                    |                                                    |                                                    |                                                    |                                                    |                                                    |                                                    |                                                    |

## Estadísticas como entrenador
- Datos actualizados al último partido dirigido el 16 de noviembre de 2021.

| Club/Selección                     | País                | Año                 | P   | PG  | PE  | PP  | Rendimiento |
| ---------------------------------- | ------------------- | ------------------- | --- | --- | --- | --- | ----------- |
| Bella Vista (Divisiones Juveniles) | Uruguay             | 1980-1983           | ?   | ?   | ?   | ?   | ?           |
| Selección de Uruguay Sub-20        | Uruguay             | 1983                | ?   | ?   | ?   | ?   | ?           |
| Danubio                            | Uruguay             | 1984                | ?   | ?   | ?   | ?   | ?           |
| Montevideo Wanderers               | Uruguay             | 1985-1986           | ?   | ?   | ?   | ?   | ?           |
| Peñarol                            | Uruguay             | 1987                | 38  | 16  | 10  | 12  | 50.88%      |
| Selección de Uruguay Sub-20        | Uruguay             | 1987                | 7   | 4   | 1   | 2   | 61.9%       |
| Selección de Uruguay               | Uruguay             | 1988-1990           | 34  | 17  | 8   | 9   | 57.84%      |
| Boca Juniors                       | Argentina           | 1991-1993           | 116 | 55  | 39  | 22  | 58.62%      |
| Cagliari                           | Italia              | 1994-1995           | 38  | 14  | 11  | 13  | 46.49%      |
| Milan                              | Italia              | 1996                | 23  | 8   | 7   | 8   | 44.92%      |
| Real Oviedo                        | España              | 1997-1998           | 38  | 9   | 13  | 16  | 35.08%      |
| Cagliari                           | Italia              | 1999                | 4   | 0   | 1   | 3   | 8.33%       |
| Vélez Sarsfield                    | Argentina           | 2000-2001           | 44  | 17  | 14  | 13  | 49.25%      |
| Boca Juniors                       | Argentina           | 2002                | 51  | 27  | 14  | 10  | 62.09%      |
| Selección de Uruguay               | Uruguay             | 2006-2021           | 191 | 90  | 48  | 53  | 55.5%       |
| Total en su carrera                | Total en su carrera | Total en su carrera | 584 | 257 | 166 | 161 | 53.48%      |

## Palmarés como entrenador

### Campeonatos nacionales
| Título           | Club         | País      | Año    |
| ---------------- | ------------ | --------- | ------ |
| Primera División | Boca Juniors | Argentina | A-1992 |

### Copas internacionales
| Título                   | Club (*)                    | Sede      | Año  |
| ------------------------ | --------------------------- | --------- | ---- |
| Juegos Panamericanos     | Selección de Uruguay Sub-20 | Caracas   | 1983 |
| Copa Libertadores        | Peñarol                     | Santiago  | 1987 |
| Copa Master de Supercopa | Boca Juniors                | Argentina | 1992 |
| Copa América             | Selección de Uruguay        | Argentina | 2011 |

### Participación individual
| Distinción                                                         | Año        |
| ------------------------------------------------------------------ | ---------- |
| Premio Fox Sports al Mejor Director Técnico                        | 2010       |
| Mejor Director Técnico de América                                  | 2010,2011  |
| Campeón del Deporte de la Unesco                                   | 2011       |
| Mejor seleccionador nacional del mundo según la IFFHS              | 2011       |
| Orden del Mérito de la FIFA                                        | 2012       |
| Técnico con más partidos dirigidos en una Selección (225 partidos) | desde 2016 |